# أوقست غاي
أوقست غاي (بالإنجليزية: August François Gay)‏ هو مصمم أثاث ‏ ورسام أمريكي، ولد في 6 نوفمبر 1890 في فرانسفيل في الغابون، وتوفي في 3 سبتمبر 1948 في كارميل-بي-ثي-سي في الولايات المتحدة.